# Mariana Popova
Mariana Popova (Bulgară: Мариана Попова) (n. 6 iunie 1978) este o cântăreață din Bulgaria. Și-a reprezentat țara la ediția din 2006 a concursului Eurovision.
1. ↑  Mariana Popova, Discogs, accesat în 9 octombrie 2017